# Oldemário Touguinhó
Oldemário Vieira Touguinhó (Campos dos Goytacazes, 8 de novembro de 1934 - Rio de Janeiro, 20 de janeiro de 2003) foi um dos jornalistas esportivos mais importantes da crônica brasileira.
Ganhou uma série de prêmios durante sua carreira, entre eles, dois Prêmio Esso de Informação Esportiva, um em 1981, e o outro em 1983.

## Carreira
Como repórter e colunista do Jornal do Brasil, participou da cobertura de 10 Copas do Mundo (de 1962 a 1998). Também foi colaborador dos jornais O Estado de São Paulo e Jornal da Tarde por 36 anos.
Além disso, ainda teve artigos publicados em conceituados veículos internacionais, como o "The New York Times", "France Football" e "Number".
Era grande amigo do Garrincha. Por conta disso, ele foi um dos organizadores do Jogo da Gratidão com que, em setembro de 1973, os amigos de Garrincha promoveram uma partida de futebol no estádio do Maracanã para ajudar as finanças do jogador.

### Furos de Reportagem
Touguinho é lembrado por 3 furos de reportagem que ficaram famosos. 
O primeiro diz respeito a Pelé. Os 2 eram amigos pessoais, por conta disso Pelé fez questão de comunicar ao mundo seu primeiro casamento através do amigo Touguinhó.
O segundo furo histórico foi a notícia da convocação de Romário para a Copa de 1998, por Zagallo, num dia em que todos os jornais do país afirmavam o contrário. Ao chegar à redação, Oldemário foi aplaudido de pé pelos colegas.
O terceiro e mais famoso furo histórico aconteceu nos Jogos Olímpicos de Munique, 1972. Ele foi o único repórter do mundo a entrar na Vila Olímpica onde estava a delegação israelense, que havia acabado de sofrer um atentado do grupo terrorista palestino denominado Setembro Negro. Vestiu um uniforme de atleta e ninguém lhe barrou o caminho, correndo pelos corredores do subterrâneo.

## Morte
Faleceu em 20 de janeiro de 2003, aos 68 anos, vitimado por uma parada cardiorrespiratória, após ficar internado desde o início do mês no hospital São Francisco de Paula, na Tijuca, zona norte do Rio de Janeiro.

## Livros
Touguinhó é autor de dois livros; "As Copas que Eu Vi" (Reume Dumará, 1994) e "Maracanã: onde todos são iguais" (Reume Dumará, 1998).